# Lona Cohen
Lona Theresa Cohen, Leontine, también conocida durante su estadía en Londres como Helen Kroger (Adams, 11 de enero de 1913-23 de diciembre de 1992) fue una espía estadounidense al servicio de la Unión Soviética.

## Espionaje
Cohen nació en el pueblo de Adams, en el estado de Massachusetts, región (histórica) de Nueva Inglaterra, al NE de los Estados Unidos.
Llegaría a ser miembro del pequeño pero entonces bastante activo Partido Comunista estadounidense, y en 1939 su propio marido, Morris Cohen, la reclutó para espiar para la Unión Soviética estalinista.
Trabajó para oficiales soviéticos, incluyendo a Anatoli Yatskov, quien estaría a cargo de la residencia (rezidentura) en Nueva York durante la Segunda Guerra Mundial.
Después de que su marido se reclutase en el ejército en 1942, poco después del ataque japonés a Pearl Harbor y de la consecuente entrada de los Estados Unidos a la guerra, Lona estaba a cargo de una pequeña red de espionaje que incluía a ingenieros y técnicos en municiones y plantas de aviación, en el área de Nueva York.
Una de sus fuentes logró sacar de contrabando el modelo funcional de una nueva ametralladora de una planta de municiones. Ella trabajó en dos plantas de defensa, en 1941 en la Public Metal Company, situada en la ciudad de Nueva York en 1941, y en 1943 en la planta de Aircraft Screw Products (la cual se dedicaba a fabricar tornillos y pernos para aviones), que se encontraba en las cercanías, en Long Island.
También sería el correo que levantaba los informes de Theodore Hall y de dos fuentes que solo serían conocidas como "Fogel" y "Pers", las cuales estaban infiltradas, en la remota y pequeña localidad de Los Álamos (estado de Nuevo México), en el proyecto atómico estadounidense (de nombre código Manhattan. Una vez obtenida los documentos clasificados, ellos eran llevados al consulado soviético en Nueva York donde un residente ilegal de segunda línea, y quien era subordinado de un joven ingeniero de nombre Leonid R. Kvasnikov, coordinaba las operaciones de inteligencia y despachaba la información obtenida a Moscú.
Después de las deserciones de Elizabeth Bentley y de Igor Gouzenko, los cautelosos Cohen rompieron todo contacto con la inteligencia soviética hasta 1949, año en el que comenzaron a trabajar con el legendario coronel Rudolf Abel, un espía soviético de "residencia ilegal" en los Estados Unidos.
Después de que Emil Julius Klaus Fuchs fuese arrestado en Gran Bretaña en 1950 Lona Cohen y su marido huyeron hacia Moscú, donde ella recibiría entrenamiento adicional como operadora de radio, además de recibir un curso sobre criptografía.
En 1954, ambos reaparecieron en Londres, bajo los nombres ficticios de Helen y Peter Kroger, con pasaportes neozelandeses falsificados. Una vez instalados en la capital británica, los Cohen abrieron, a modo de fachada para encubrir sus actividades de espionaje, un pequeño negocio dedicado a la venta de libros antiguos. De esa manera lograrían disimular o encubrir, al menos durante algún tiempo, su residencia ilegal (en ruso transliterado rezidentura) en el Reino Unido.
En Londres, trabajaban junto al notable agente soviético de inteligencia Konon Molody (alias Gordon Lonsdale, como sería inicialmente conocido). Morris, al igual que Molody, se convertiría en un residente (rezident) ilegal soviético en suelo británico.
Durante su estadía en Londres, los Cohen trabaron amistad con el matrimonio de Frank Doel y la esposa de éste, Nora. Frank era un librero cuya correspondencia con la autora Helene Hanff se convertirían en el éxito editorial 84 Charing Cross Road (título que hace referencia a la dirección en la que habían vivido los Cohen durante su estancia en Londres). En su siguiente libro, "The Duchess of Bloomsbury Street" ("la duquesa de la calle Bloomsbury") Hanff informaría de una notable anécdota que le había comentado Nora. Resulta que durante una fiesta de año nuevo los Doel brindaron una fiesta en la que Helen Kroger (es decir, Lona Cohen) apareció con un look bastante exótico, usando un largo vestido negro. "Helen, ¡pareces una espía rusa!", dijo Nora. Tanto Helen como el esposo de ella, Peter (Morris), se rieron de ese comentario jocoso (o fingieron hacerlo). Solo unos meses después Nora se enteraría, al levantar una diario matutino, que en efecto se trataba de espías al servicio de la Unión Soviética.

## Detención y encarcelamiento
En el sótano de su casa, situada en las cercanías de la base aérea militar de Northolt, instalaron un transmisor de radio de alta velocidad, y comenzaron a transmitir a Moscú «información de especial importancia». No obstante, en enero de 1961 serían finalmente arrestados por sus actividades de espionaje (la radio en cuestión estaba tan bien escondida que los investigadores solo lograrían encontrarla durante los ocho días posteriores).
Antes de partir hacia la estación de policía, la señora Kroger pidió permiso para avivar el fuego de la caldera hogareña. Antes de que pudiera hacerlo, el detective Smith, quien estaba a cargo de la requisa policial, insistió en comprobar el contenido de su bolso. Encontró que éste contenía microfilmes (microfilms) o micropuntos (en inglés, microdots), documentos fotográficos reducidos, con el fin de hacerlos lo suficientemente pequeños como para poder ser contrabandeados fuera del país con mayor facilidad. Smith, quien era un veterano cazador de espías, había adivinado o anticipado correctamente la intención de Helen de destruir esos comprometedores microfilmes.
En marzo de ese mismo año Lona recibiría una sentencia de 20 años de prisión (frente a los 25 de su marido). Sin embargo, ambos terminarían cumpliendo solo ocho años de reclusión, ya que en 1969 serían intercambiados con los soviéticos por un súbdito británico, un propagandista de nombre Gerald Brooke.

## Últimos años

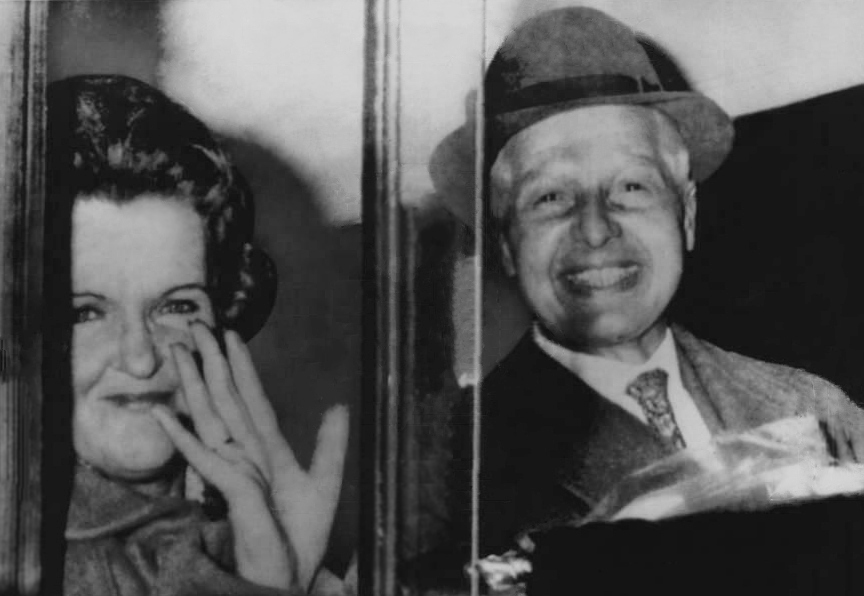
Lona y Morris Cohen tras salir de la cárcel en 1969

En 1969, los británicos organizaron un intercambio de prisioneros, intercambiando a los Cohen con la Unión Soviética por un súbdito británico, Gerald Brooke, así como por Michael Parsons y Anthony Lorraine, los súbditos británicos que en 1968 fueron condenados por los tribunales soviéticos por contrabando de drogas en la Unión Soviética. Una vez en Moscú, los Cohen continuaron entrenando a colegas para operaciones de inteligencia en el extranjero según Jack Barsky, un agente durmiente de la KGB que escribió sobre conocer a los Cohen antes de ser enviados a los Estados Unidos en 1978. Más tarde, los Cohen recibieron pensiones de la KGB.
Lona Cohen murió en Moscú el 23 de diciembre de 1992. Tenía 79 años. Su esposo, Morris, vivió tres años más. Ambos fueron enterrados en el cementerio Novokuntsevo de la KGB.

## Condecoraciones
Tanto Lona como Morris Cohen recibieron la Orden de la Bandera Roja de la Unión Soviética. También recibieron el título de Héroe de la Federación Rusa (Póstumamente).

## Representación en la ficción
En 1983 el dramaturgo británico Hugh Whitemore escribió la obra Pack of lies ("Paquete de mentiras"), que sería representada en el distrito teatral del West End londinense, con las actuaciones de Judi Dench y de Michael Williams. La obra incluso llegaría a Nueva York, al debutar finalmente en Broadway durante 1985, y estuvo en cartel durante tres meses y medio. La actriz Rosemary Harris ganaría el premio Tony como mejor actriz, por su notable representación del papel de vecina de los Kroger (es decir, de los Cohen).
Su historia también sería llevada a la televisión estadounidense en 1987, en una película en la que actuaron Ellen Burstyn, Alan Bates, Daniel Benzali y Teri Garr (esta última hizo el papel de una tal Helen Schaefer, en una indirecta referencia o alusión a Helen Kroger, es decir, a Lona Cohen). El largometraje fue exhibido en el ciclo Hallmark Hall of Fame presentation, de la cadena televisiva CBS. La historia en cuestión se centraba en los vecinos (y aparentes amigos) cuya casa era utilizada como base desde la cual los servicios de seguridad británicos habrían de espiar a los Cohen, y la forma en la que la paranoia, sospechas y traición gradualmente terminarían por destruir sus vidas.
A principios de 2009 The Ratae players hicieron una nueva representación de la obra, con Sue Bourne como Helen Kroger (Lona Cohen) y David Parker como su astuto marido Peter (Morris). Asimismo Terrie Dodds hace de Barbara Jackson, la mujer que ayudó a encarcelar a quienes antes habían sido sus mejores amigos.